# Чемпіонат світу з хокею із шайбою 2025 (дивізіон II)
Чемпіонат світу з хокею із шайбою 2025 (дивізіон II) — чемпіонат світу з хокею із шайбою, який відбувався в двох групах. Представники групи А зіграли у Сербії 29 квітня – 5 травня, а групи В у Новій Зеландії.
Матчі Групи А планували провести в Мельбурні, Австралія але згодом турнір перенесли до Сербії.

## Група А

### Учасники
| Збірна                     | Результати 2024 року               |
| -------------------------- | ---------------------------------- |
| Нідерланди                 | 6-е місце Дивізіон I B.            |
| Сербія                     | Господар, 2-е місце Дивізіон II A. |
| Об'єднані Арабські Емірати | 3-є місце Дивізіон II A.           |
| Ізраїль                    | 4-е місце Дивізіон II A.           |
| Австралія                  | 5-е місце Дивізіон II A.           |
| Бельгія                    | 1-е місце Дивізіон II B.           |

### Таблиця
| Поз | Команда                    | М | В | ВО | ПО | П | ГЗ | ГП | Різ | О  | Кваліфікація  |     | Нідерланди | Сербія | ОАЕ | Бельгія | Австралія | Ізраїль |
| --- | -------------------------- | - | - | -- | -- | - | -- | -- | --- | -- | ------------- | --- | ---------- | ------ | --- | ------- | --------- | ------- |
| 1   | Нідерланди                 | 5 | 5 | 0  | 0  | 0 | 25 | 4  | +21 | 15 | Дивізіон I B  |     | —          | 3:1    | 5:0 | 6:0     | 5:1       | 6:2     |
| 2   | Сербія (H)                 | 5 | 4 | 0  | 0  | 1 | 12 | 5  | +7  | 12 |               |     | 1:3        | —      | 4:1 | 2:0     | 3:0       | 2:1     |
| 3   | Об'єднані Арабські Емірати | 5 | 2 | 0  | 0  | 3 | 14 | 13 | +1  | 6  |               | 0:5 | 1:4        | —      | 8:0 | 3:1     | 2:3       |         |
| 4   | Бельгія                    | 5 | 2 | 0  | 0  | 3 | 5  | 17 | −12 | 6  |               | 0:6 | 0:2        | 0:8    | —   | 3:1     | 2:0       |         |
| 5   | Австралія                  | 5 | 1 | 0  | 0  | 4 | 7  | 17 | −10 | 3  |               | 1:5 | 0:3        | 1:3    | 1:3 | —       | 4:3       |         |
| 6   | Ізраїль                    | 5 | 1 | 0  | 0  | 4 | 9  | 16 | −7  | 3  | Дивізіон II B |     | 2:6        | 1:2    | 3:2 | 0:2     | 3:4       | —       |

## Група B

### Учасники
| Збірна            | Результати 2023 року               |
| ----------------- | ---------------------------------- |
| Ісландія          | 6-е місце Дивізіон II A.           |
| Нова Зеландія     | Господар, 2-е місце Дивізіон II B. |
| Грузія            | 3-є місце Дивізіон II B.           |
| Болгарія          | 4-е місце Дивізіон II B.           |
| Китайський Тайбей | 5-е місце Дивізіон II B.           |
| Таїланд           | 1-е місце Дивізіон III A.          |

### Таблиця
| Поз | Команда           | М | В | ВО | ПО | П | ГЗ | ГП | Різ | О  | Кваліфікація   |        | Грузія | Ісландія | Нова Зеландія | Болгарія | Китайський Тайбей | Таїланд |
| --- | ----------------- | - | - | -- | -- | - | -- | -- | --- | -- | -------------- | ------ | ------ | -------- | ------------- | -------- | ----------------- | ------- |
| 1   | Грузія            | 5 | 4 | 1  | 0  | 0 | 35 | 9  | +26 | 14 | Дивізіон II A  |        | —      | 4:0      | 5:0           | 8:7 ОТ   | 3:1               | 15:1    |
| 2   | Ісландія          | 5 | 4 | 0  | 0  | 1 | 21 | 13 | +8  | 12 |                |        | 0:4    | —        | 5:1           | 8:4      | 2:1               | 6:3     |
| 3   | Нова Зеландія (H) | 5 | 3 | 0  | 0  | 2 | 14 | 14 | 0   | 9  |                | 0:5    | 1:5    | —        | 3:2           | 3:1      | 7:1               |         |
| 4   | Болгарія          | 5 | 1 | 1  | 1  | 2 | 23 | 26 | −3  | 6  |                | 7:8 ОТ | 4:8    | 2:3      | —             | 5:4 ОТ   | 5:3               |         |
| 5   | Китайський Тайбей | 5 | 1 | 0  | 1  | 3 | 14 | 16 | −2  | 4  |                | 1:3    | 1:2    | 1:3      | 4:5 ОТ        | —        | 7:3               |         |
| 6   | Таїланд           | 5 | 0 | 0  | 0  | 5 | 11 | 40 | −29 | 0  | Дивізіон III A |        | 1:15   | 3:6      | 1:7           | 3:5      | 3:7               | —       |